# Wiktar Kuprejtschyk

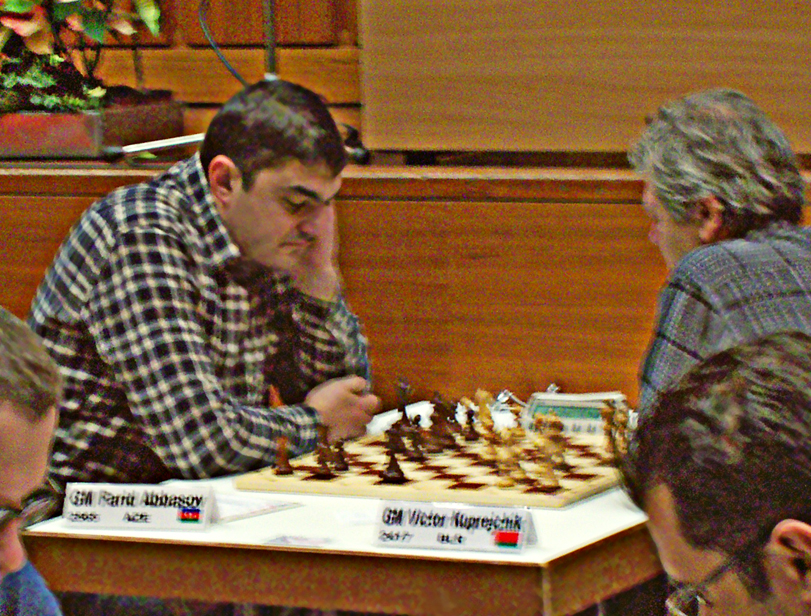
Wiktar Kuprejtschyk (rechts) gegen Fərid Abbasov beim 21. Staufer Open 2009 in Schwäbisch Gmünd

Wiktor Dawidowitsch Kupreitschik (russisch Виктор Давыдович Купрейчик, belarussisch Віктар Давыдавіч Купрэйчык/Wiktar Dawydawitsch Kuprejtschyk, beim Weltschachbund FIDE Viktor D. Kupreichik; * 3. Juli 1949 in Minsk; † 22. Mai 2017) war ein belarussischer, früher sowjetischer Schachspieler.

## Leben

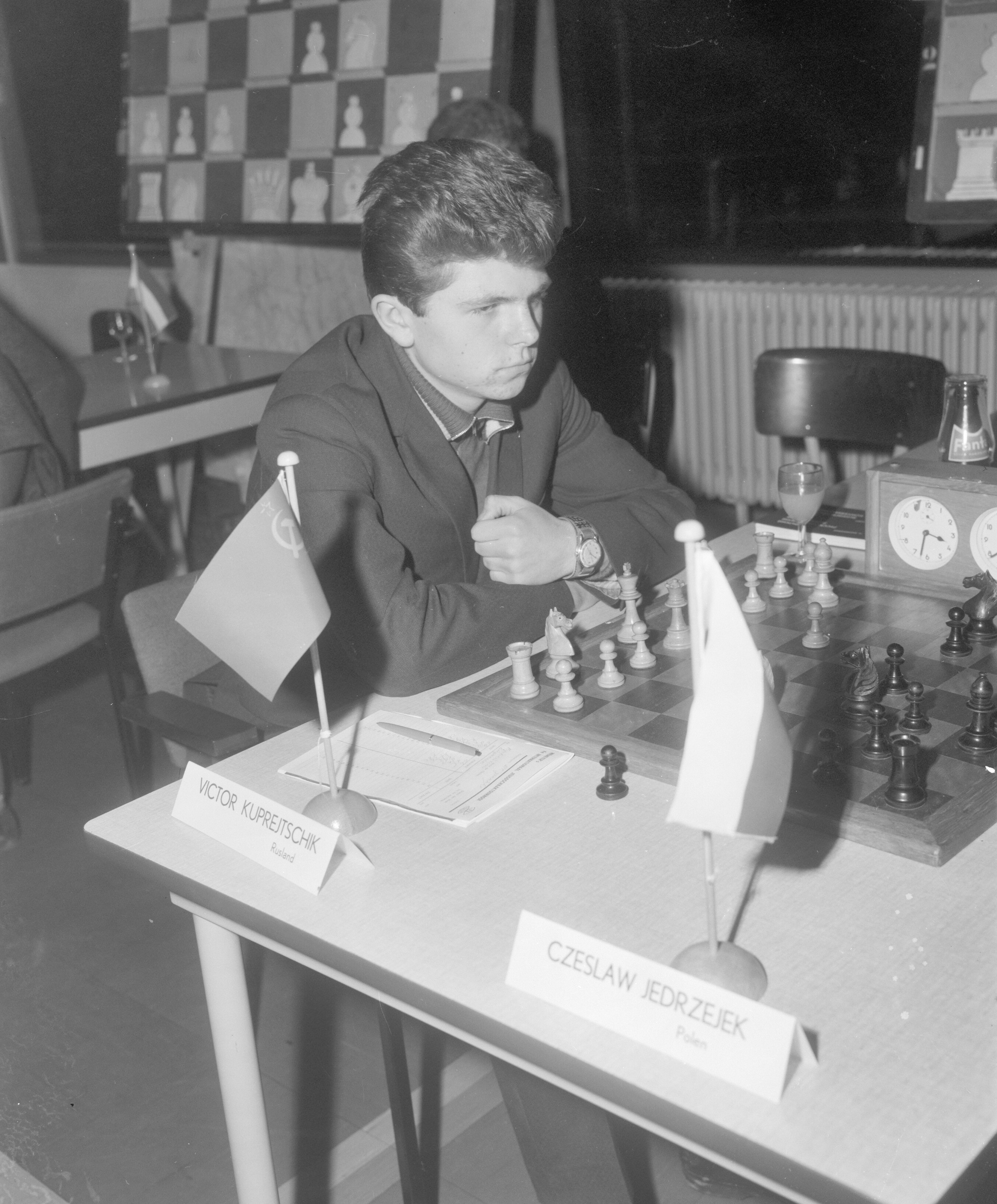
Kuprejtschyk (1965)

Wiktor Kupreitschik gewann 1968, 1969 und 1974 mit der UdSSR-Auswahl die Studentenweltmeisterschaft. Viktor Kortschnoj holte den Minsker als Assistent in sein WM-Vorbereitungteam. Kuprejtschyk erhielt 1980 von der FIDE den Titel Großmeister verliehen. Er nahm siebenmal am Finale der sowjetischen Landesmeisterschaften teil. Mit der belarussischen Nationalmannschaft nahm er an den Schacholympiaden 1994, 1996, 1998, 2000 und 2002 sowie den Mannschaftseuropameisterschaften 1992, 1999 und 2003 teil.
Kuprejtschyk gewann 2010 in Thessaloniki und 2011 in Courmayeur die Senioren-Europameisterschaften im Schnellschach. Bei der Europameisterschaft der Senioren 2016 in Jerewan kam er in der Altersklasse 65+ auf den 2. Platz.
In Deutschland spielte er für die SV 1920 Plettenberg, unter anderem in der Saison 1997/98 in der 1. Bundesliga. Seine letzte Elo-Zahl (Mai 2017) betrug 2370, seine höchste Elo-Zahl von 2580 erreichte er im Juli 1981.

## Zitat
„Er ist ein Schachspieler mit einem offensiven, kombinatorischen Stil, der sich durch eine reiche Vorstellungskraft und eine enorme Risikobereitschaft auszeichnet.“

## Turniererfolge
- Parcetic Memorial 1970: 2./3. Platz
- Hochofen-B Wijk aan Zee 1977: 1. Platz
- Kirovakan 1978: 1./2. mit Rafael Vaganian
- UdSSR-Meisterschaft 1979: 5.–7. Platz
- Reykjavík 1980: 1. Platz
- Plovdiv 1980: 1. Platz
- Medina del Campo 1980: 1. Platz
- Hastings 1981/82: 1. Platz
- Sverdlovsk 1984: 1.–4. Platz
- Zenica 1985: 1. Platz
- Esbjerg 1988: 1./2. Platz mit Rafael Vaganian
- Rimavska Sobota 1990: 1. Platz
- Schachfestival Bad Wörishofen 1997: 1. Platz im Open
- Belarussische Meisterschaft 2003: 1. Platz